# Chorizagrotis melania
Chorizagrotis melania là một loài bướm đêm trong họ Noctuidae.